# Saint-Denis-des-Murs
Saint-Denis-des-Murs är en kommun i departementet Haute-Vienne i regionen Nouvelle-Aquitaine i västra Frankrike. Kommunen ligger i kantonen Saint-Léonard-de-Noblat som tillhör arrondissementet Limoges. År 2022 hade Saint-Denis-des-Murs 549 invånare.

## Befolkningsutveckling
Antalet invånare i kommunen Saint-Denis-des-Murs
| Referens: INSEE |